# NGC 7572
NGC 7572 est une lointaine et vaste galaxie lenticulaire vue par la tranche et située dans la constellation de Pégase. Sa vitesse par rapport au fond diffus cosmologique est de 12 704 ± 36 km/s, ce qui correspond à une distance de Hubble de 187,4 ± 13,1 Mpc (∼611 millions d'al). NGC 7572 a été découverte par l'astronome allemand Albert Marth en 1864.

## Morphologie
Une étude approfondie des propriétés de la population stellaire des composantes minces et épaisses peut élucider la
formation et l'évolution des galaxies à disque. Même si les disques épais sont omniprésents, leur
origine est encore débattue. Un article publié en 2019 par Kasparova, Katkov et Chilingarian étudie les scénarios de formation de disques épais par des observations stellaires de la galaxie NGC 7572, une énorme galaxie vue par la tranche qui dépasse largement la taille et la masse de la Voie lactée. Les auteurs ont analysé l'imagerie d'archive DECaLS (en) et ils ont découvert que le disque de NGC 7572 contient
deux disques stellaires évasés, un disque mince et un disque épais, avec des échelles radiales similaires. La masse de la composante épaisse, plus âgée, est 2,7 fois supérieure à celle de la composante mince. Leur masse respective sont de 1,6 × 1011 {\displaystyle M_{\odot }} et de 5,9 × 1010 {\displaystyle M_{\odot }}. Ces données suggèrent que le disque très massif s'est formé rapidement et que le disque mince a connu un développement interrompu prématurément en raison de l'épuisement du gaz froid, probablement à cause d'effets environnementaux.

## Groupe de galaxies

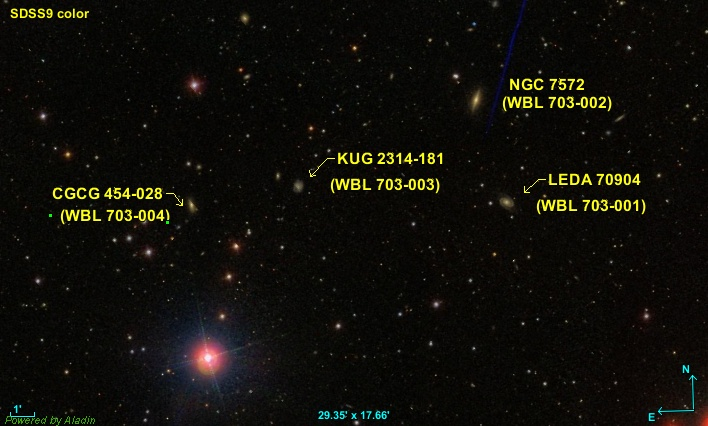
Les quatre galaxies du groupe WBL 703.

Dans un article publié en 1999, White et ses collègues mentionnent que NGC 7572 fait partie du groupe qu'il désigne par WBL 703. Selon eux, ce groupe comprend 4 membres, mais malheureusement les galaxies ne sont pas identifiées. White indique aussi que seul deux décalages vers le rouge des quatre galaxie sont indiqués sur la base de données NASA/IPAC, ce qui n'est plus le cas maintenant. On peut identifier les quatre galaxies de ce groupe en entrant la requête WBL 703-00x où x est un nombre de  1 à 4. Les quatre galaxies du groupe WBL 703 sont CGCG CGCG 454-020 (WBL 703-001), NGC 7572 (WBL 703-002), KUG 2314+181 (WBL 703-002) et CGCG 454-028 (WBL 703-002).   
De plus, selon un article de E.L. Turner publié en 1976, NGC 7572 et NGC 7571 (NGC 7597) forment une paire de galaxies rapprochées. Cependant, NGC 7597 fait partie d'un autre groupe, celui du groupe WBL 707. Selon White, ce groupe referme trois galaxies. La distance de Hubble de cette galaxie est égale à 160,76 ± 11,27 Mpc (∼524 millions d'al), mais la distance des mesures indépendantes du décalage vers le rouge de NGC 7597 est égale à 173,333 ± 9,815 Mpc (∼565 millions d'al), ce qui est comparable à la distance de Hubble de NGC 7572. Il se pourrait donc qu'il forme une paire de galaxies, mais dans ce cas, il faudrait qu'elles appartiennent au même groupe.